# Dworzec Letni w Poznaniu
Dworzec Letni w Poznaniu (pierwotna nazwa niem. Kaiserbahnhof, pol. Dworzec Cesarski) – zabytkowy obiekt w Poznaniu, wybudowany pierwotnie w 1902, w obecnym kształcie w 1913. Prywatny luksusowy dworzec kolejowy wzniesiony specjalnie dla cesarza Wilhelma II z myślą o wizytach w Poznaniu niemieckiej rodziny panującej. Powstanie dworca cesarskiego w Poznaniu związane było z przekształcaniem go w miasto-rezydencję niemieckiej głowy państwa i podniesieniem miasta do rangi jednej ze stolic cesarskich Rzeszy. Stanowi jeden z budynków stacji Poznań Główny, a peron do niego przynależący oznaczony jest obecnie jako 9 (wcześniej 4b).

## Historia
Budowniczym obiektu był berliński architekt Stendel. Zbudowano trzystumetrowy peron, sam dworzec to obiekt o wymiarach 15 na 10 metrów, główny pokój wewnątrz (4x5m) miał stanowić urządzony z przepychem cesarski salon, obok pokój dla gości i toaletę.
Pierwszymi gośćmi na dworcu 25 sierpnia 1913 były dzieci Wilhelma II: książę August Wilhelm z małżonką Aleksandrą, książę Oskar, książę Joachim oraz książę Eitel Friedrich. Sam cesarz został podjęty na dworcu tylko raz, podczas swojej trzeciej wizyty w mieście.
W historii Wielkopolski Dworzec Letni jest miejscem symbolicznym. Na nim 26 grudnia 1918 tłumy Wielkopolan witały wybitną osobistość, pianistę Ignacego Jana Paderewskiego. Wzniecenie patriotycznych nastrojów spowodowało, że dzień później wybuchło powstanie wielkopolskie, a większość Wielkopolski włączono do II Rzeczypospolitej. W okresie II Rzeczypospolitej dworzec nadal służył celom reprezentacyjnym. Korzystali z niego między innymi naczelnik państwa Józef Piłsudski i prezydent Polski Stanisław Wojciechowski.
Po drugiej wojnie światowej z Dworca Letniego odjeżdżały pociągi w stronę podpoznańskich letnisk (stąd nazwa „letni”), w tym Puszczykówka, Osowej Góry i Promna. W kolejnych latach dworzec tracił swe znaczenie i uległ dewastacji.

## Wykorzystanie filmowe i inscenizacje
Na dworcu kręcono zimą, na przełomie 1984 i 1985 r. teledysk do piosenki Podróżni bez biletu (Mamy czas) zespołu Banda i Wanda.
Od 1994 każdego 26 grudnia na dworcu odbywa się inscenizacja przyjazdu Ignacego Jana Paderewskiego, z wykorzystaniem parowozu i stylowych wagonów, zainicjowana przez Ryszarda Łuczaka, założyciela Poznańskiego Chóru Nauczycieli im. Ignacego Jana Paderewskiego. W postać Paderewskiego wciela się Edmund Dudziński.
W 1996 na Dworcu Letnim Filip Bajon kręcił sceny do filmu Poznań 56, opowiadającym przez pryzmat losów głównych bohaterów o wydarzeniach Poznańskiego Czerwca z 1956 r. Ukazane są również losy pięciu profesorów (Władysław Kowalski, Daniel Olbrychski, Janusz Gajos, Jan Nowicki oraz Jerzy Radziwiłowicz) uwięzionych w wagonie i stąd komentujących sytuację w mieście.

## Prace restauracyjne 2010–2011
W latach 2010–2011 dworzec przeszedł gruntowny remont, został ponownie oddany do użytku 30 sierpnia 2011. Koszt inwestycji, przeprowadzonej ze środków budżetu państwa i środków własnych PKP S.A. wyniósł ponad 6,5 mln zł. Jego modernizacja miała przede wszystkim na celu przywrócenie mu jego pierwotnej, historycznej formy – wszystkie prace budowlane odbywały się pod nadzorem miejskiego konserwatora zabytków. Odtworzono pierwotną formę dachu, przywrócono detale architektoniczne i odrestaurowano zadaszony peron. We wnętrzu na szczególną uwagę zasługuje piękny kryształowy żyrandol, będący oryginalnym elementem wyposażenia salonu cesarskiego w budynku dworca. 
Właścicielem Dworca Letniego jest PKP S.A. Dzięki współpracy ze spółką Koleje Wielkopolskie, która użytkuje zmodernizowany dworzec, na zabytkowym peronie zatrzymują się pociągi tego przewoźnika. W budynku dworca umieszczono Centrum Obsługi Klienta oraz zlokalizowano kasy biletowe spółki Koleje Wielkopolskie.

## Galeria

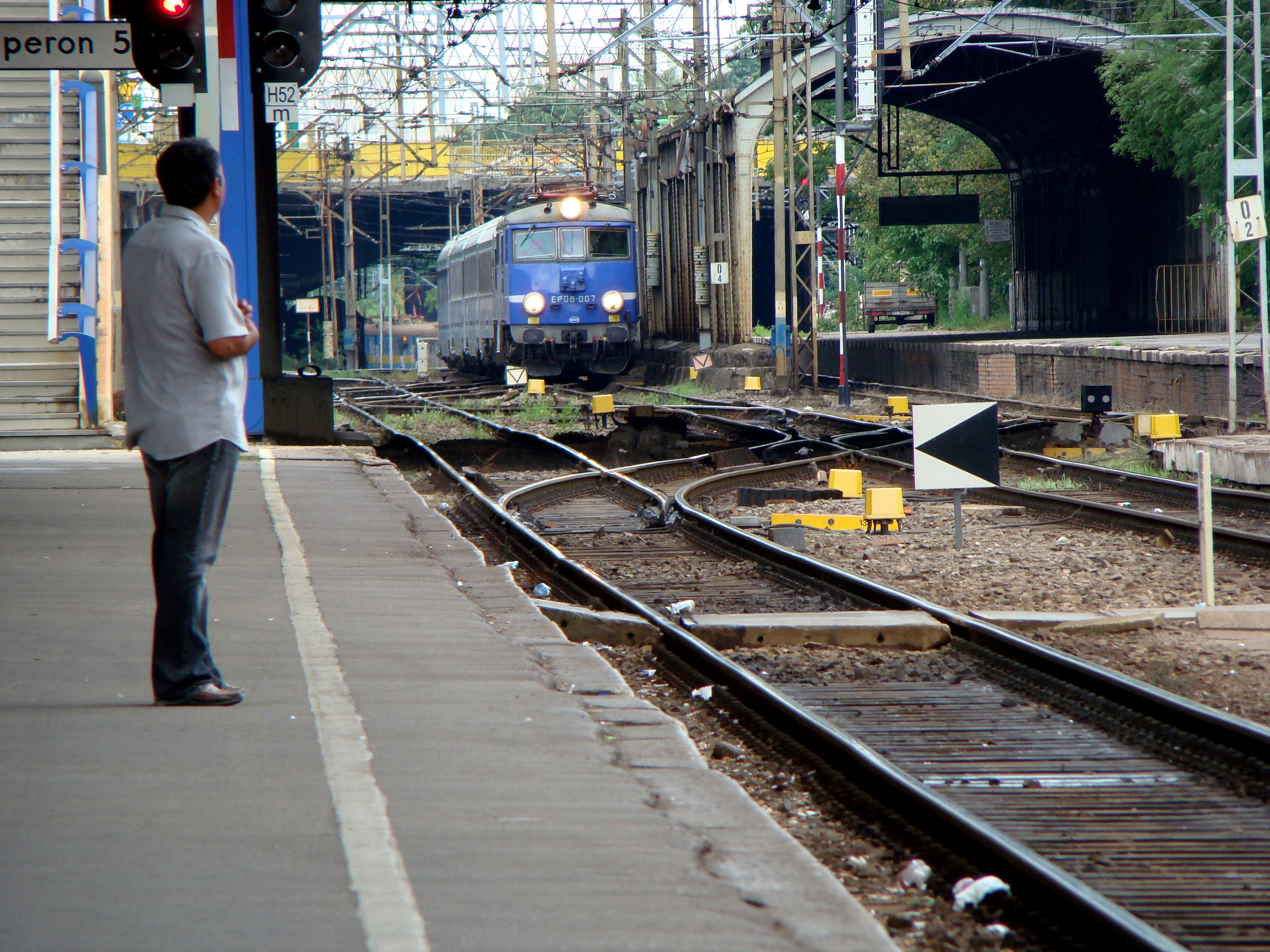
Widok wiaty dworca z peronu 5 (2008)
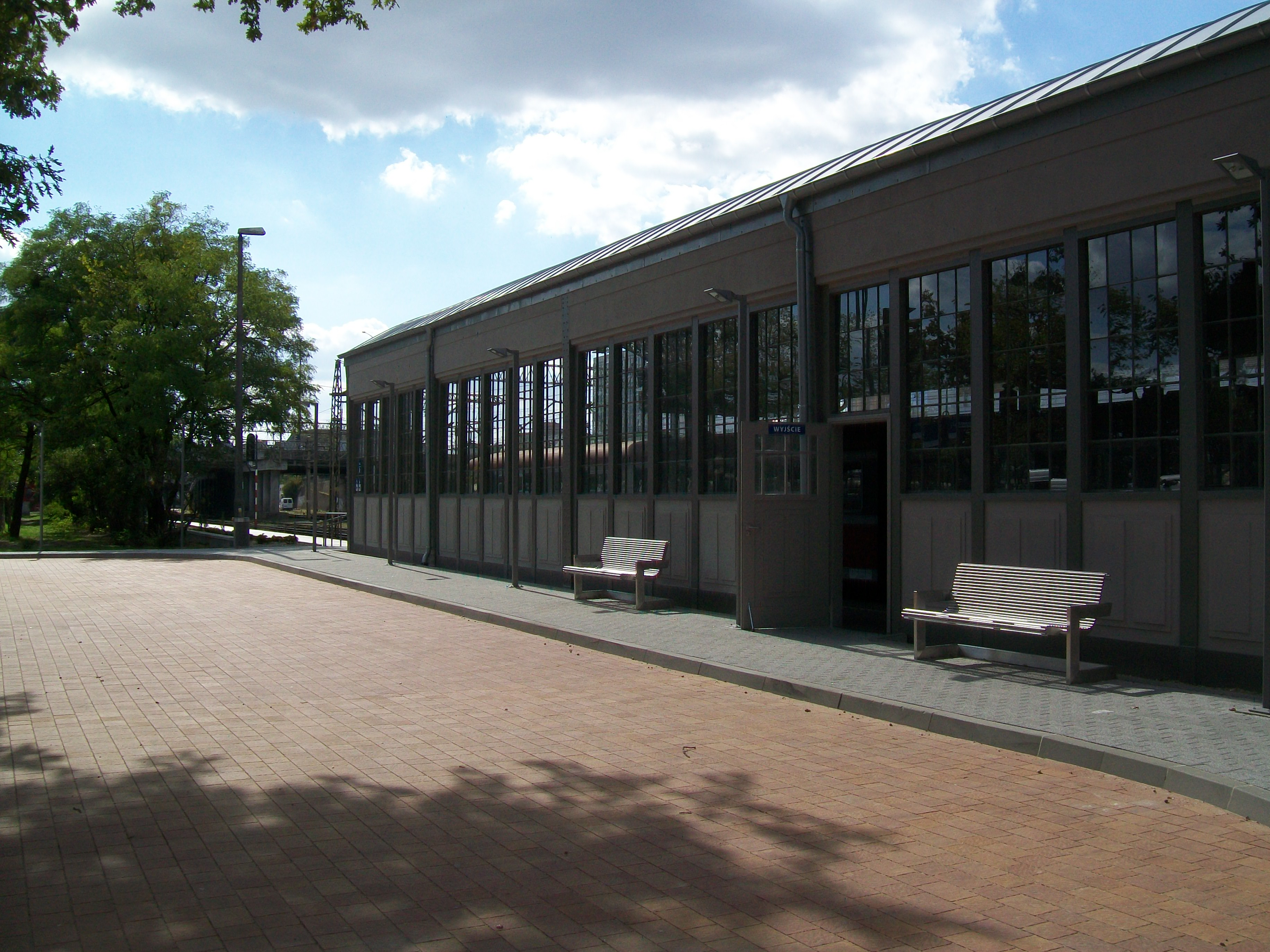
Wejścia na peron
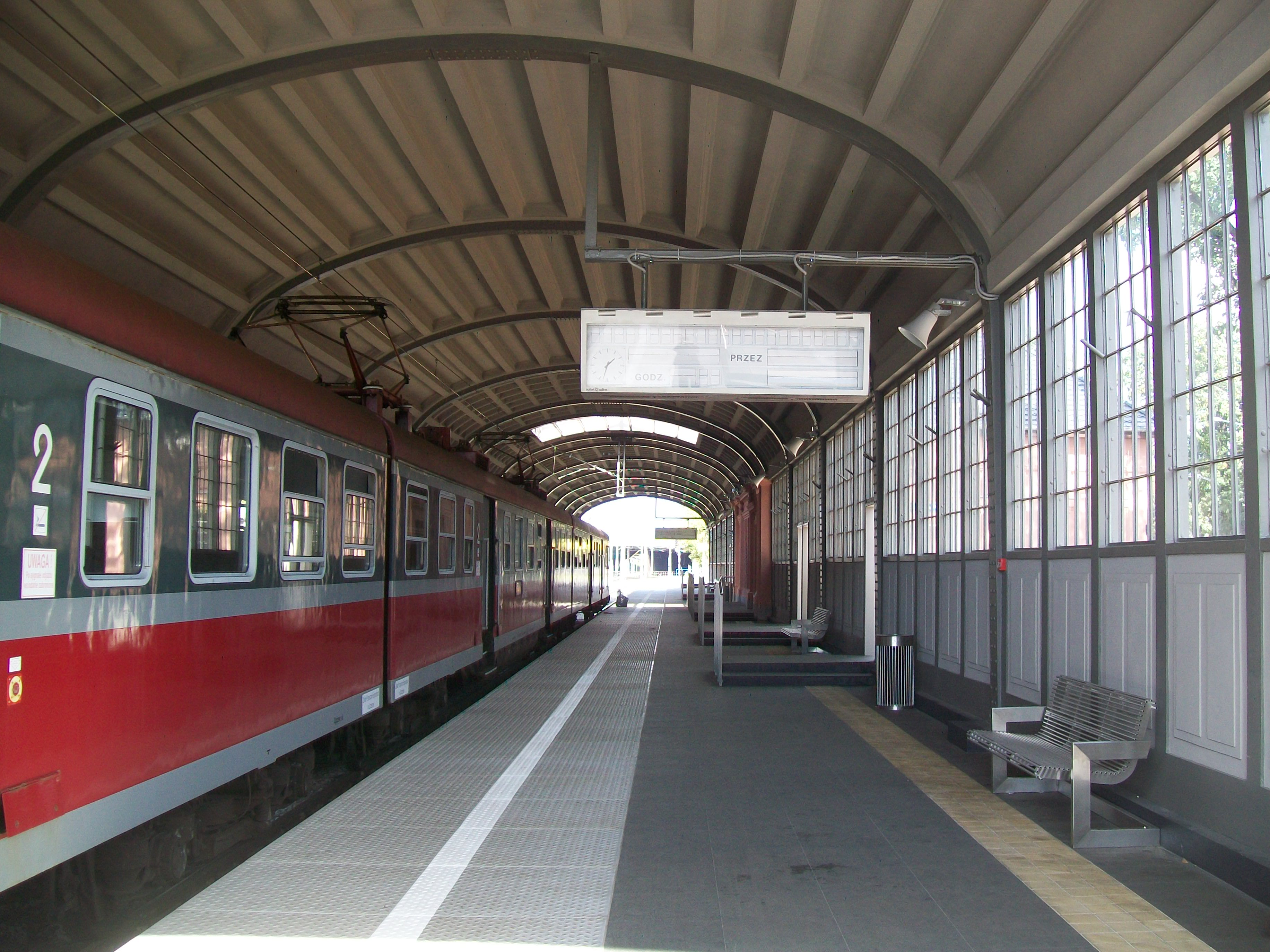
4b – jedyny peron dworca
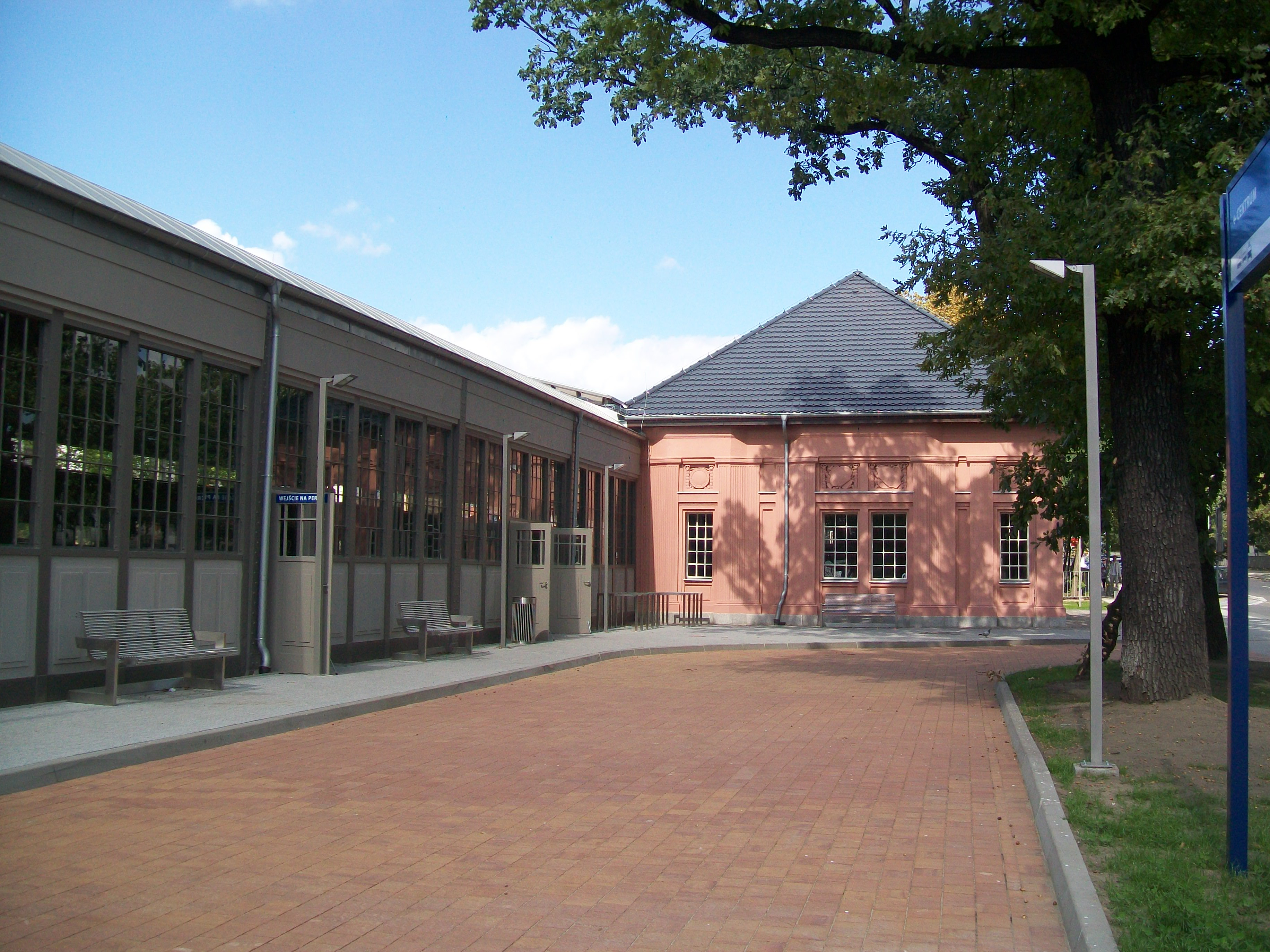
Widok od strony południowej
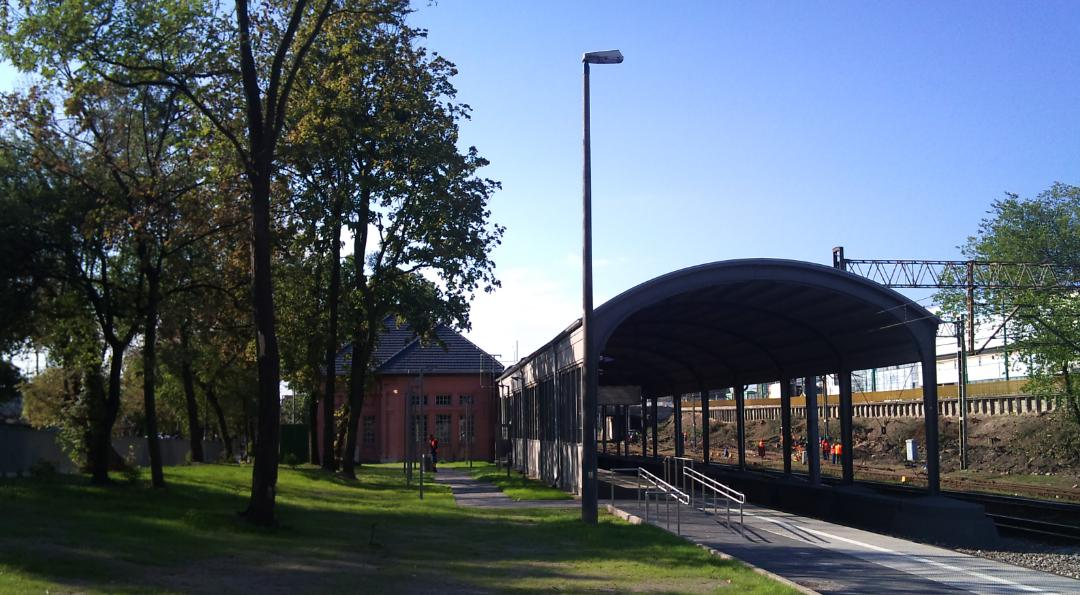
Widok od strony północnej